# 克利爾斯普林 (印地安納州)
克里爾斯普林（英語：Clear Spring）是位於美國印地安納州傑克遜縣的一個非建制地區。該地的面積和人口皆未知。